# Варба
Варба (Варбо, Варбах, араб. وربة‎) — необитаемый остров, принадлежащий Кувейту, в Персидском заливе. Расположен у северного побережья Кувейта, в 100 метрах к востоку от материка, в 1,5 километрах к северу от острова Бубиян, от которого отделён проливом Бубиян, к северо-западу от пролива Абдаллах и устья Шатт-эль-Араб, к северо-востоку от пролива Эс-Сабия, к юго-востоку от пролива Хор-Умм-Каср и залива Хор-Эз-Зубейр. Длина острова 12,5 километров, ширина 3,5 километра. Наивысшая точка около 3 метров. Площадь составляет около 37 квадратных километров. Занимает третье место по размеру после Бубияна и Файлаки. Как и соседние острова представляет собой низменный дельтовый остров, заболоченный в северной и юго-западной части и окаймлённый с севера и запада отмелью из-за влияния реки Шатт-эль-Араб.
Согласно местным хроникам со времени переселения племени утуб местные рыбаки хранили на острове сети и другие рыболовные принадлежности.
Самый северный остров Кувейта, севернее острова по проливу Хор-Шетана (خور شيطانة‎, часть пролива Абдаллах) проходит морская граница с Ираком, от побережья которого остров находится в одном километре к югу. В 1913 году Великобритания и Османская империя подписали соглашение, по которому Кувейт признавался автономным регионом Османской империи и которое передавало острова Варба и Бубиян Кувейту. Острова Бубиян и Варба, которые господствуют над проходами к иракской военно-морской базе в Умм-Касре, а также оконечность нефтяного месторождения Румайла являлись объектом претензий Ирака. 4 октября 1963 года Ирак и Кувейт подписали протокол, подтверждавший статус иракско-кувейтской границы, установленный в 1932 году, в том числе подтверждалась принадлежность Кувейту прибрежных островов Варба и Бубиян. Ирак настаивал в 1973 году на уступке островов Бубиян и Варба. 20 марта 1973 года произошло вооруженное столкновение между иракскими и кувейтскими войсками в Эль-Самита (الصامتة‎) около кувейтской границы. В 1975 году Ирак настаивал на уступке острова Варба и сдаче в аренду на 99 лет половины острова Бубиян. Как и другие острова Кувейта Варба был оккупирован в ходе вторжения Ирака и освобождён в ходе войны в Персидском заливе. В 1994 году Ирак признал границу с Кувейтом и формально прекратил претендовать на острова Варба и Бубиян. Накануне вторжения США и их союзников в Ирак с иракской лодки был открыт огонь по двум кувейтским катерам береговой охраны у острова Варба.
Британские государственные служащие сэр Том Хикинботэм (Tom Hickinbotham) и Эдвард Уэкфильд (Edward Wakefield) совершили плавание вокруг острова, упомянутое в справочнике Who is Who за 1942 год.
Остров входит в морской парк «Мубарак-Эль-Кабир», который является водно-болотным угодьем международного значения согласно Рамсарской конвенции.